# Baablinginlahti
Baablinginlahti är ett sund i Finland. Det ligger i Björneborg i landskapet Satakunta, i den sydvästra delen av landet, 250 km nordväst om huvudstaden Helsingfors.